# شب آفتابی (مجموعه تلویزیونی)
شب آفتابی نام یک سریال تلویزیونی سبک درام و اجتماعی به کارگردانی قاسم جعفری است. این سریال اولین بار از بهار سال ١٣٨١ از شبکه سه سیما پخش شد. همچنین شبکه آی فیلم به بازپخش آن اقدام کرده‌اند.

## داستان
لیلا، منصور، مهناز و بهنام دست به یک سرقت کلان از جواهرفروشی می‌زنند. لیلا جهت کمک به بهنام که زخمی شده به داروخانه می‌رود تا باند تهیه کند، که توسط پلیس دستگیر شده و به مدت ده سال روانه زندان می‌شود. بهنام که قصد ازدواج با او را داشته، بعد از چهار سال او را فراموش کرده و با بهناز ازدواج می‌کند. لیلا در زندان در ایام محرم خواب فاطمه زهرا را می‌بیند که به او می‌گوید مادرش را پیدا می‌کند. رئیس زندان ۲۴ ساعت به او مرخصی می‌دهد، تا مادرش را پیدا کند. او با بی بی که در ایام محرم مجلس عزا بر پا می‌کند آشنا می‌شود لیلا، بهنام را که حالا رئیس یک باند بزرگ مواد مخدر است، پیدا می‌کند و آنها را به پلیس لو می‌دهد و خود دوباره به زندان بازمی‌گردد و پس از ۶ سال دوباره به نزد بی بی بازمی‌گردد.